# Šešule

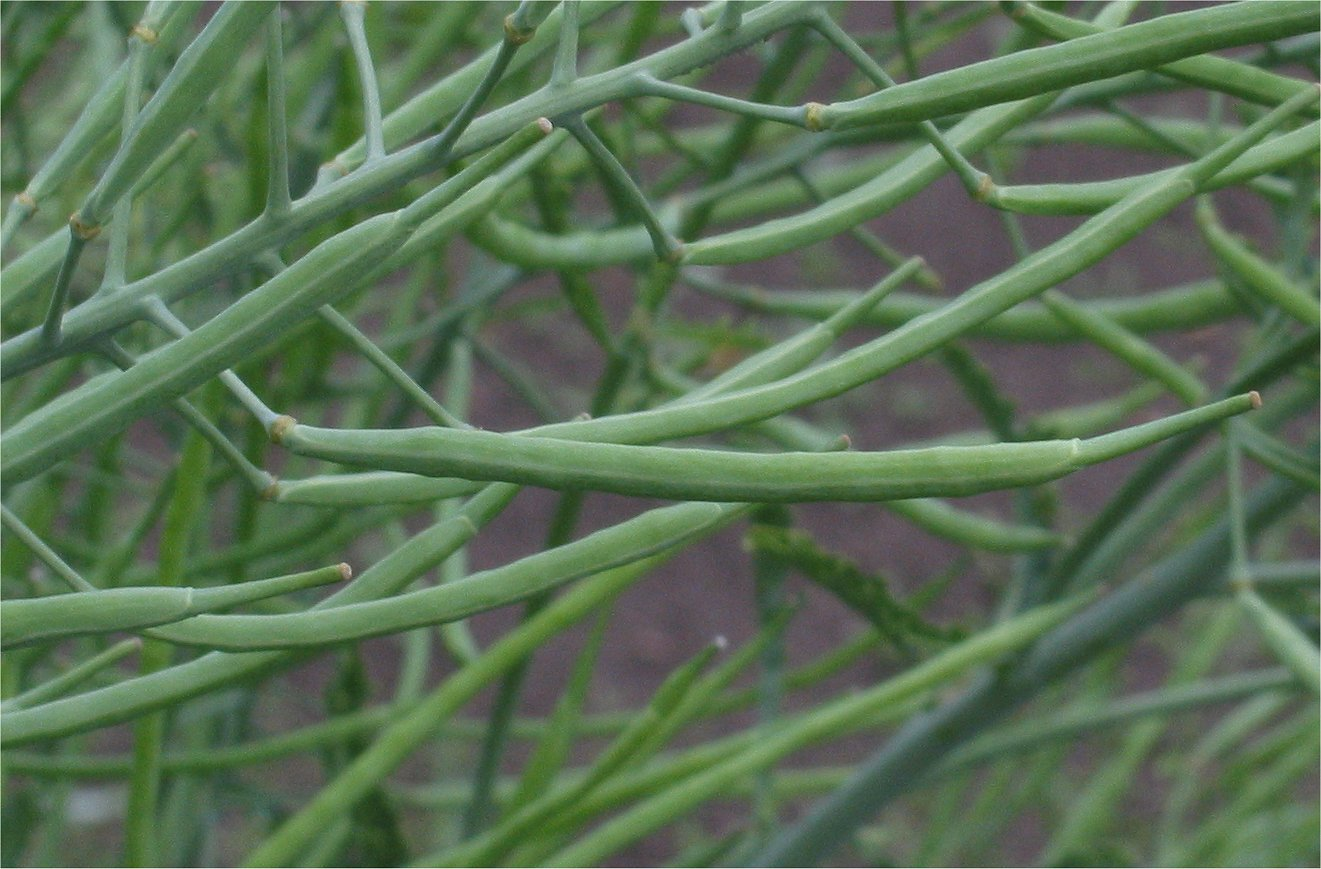
Šešule brukve zelné (protáhlý tvar)

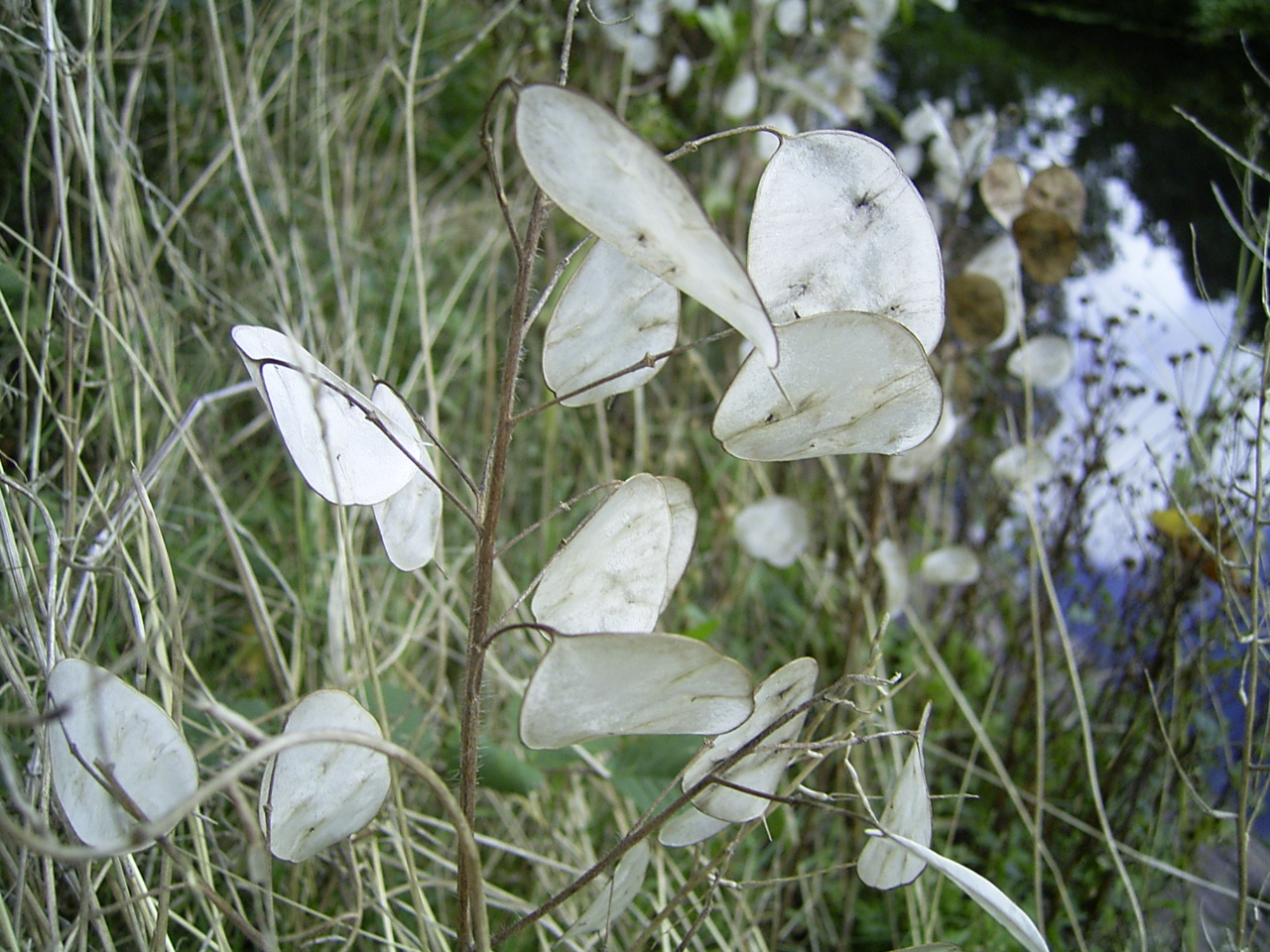
Šešulky měsíčníce roční (izodiametrický tvar) (Lunaria annua)

Šešule (siliqua) patří mezi pravé suché pukavé vícesemenné plody vzniklé z cenokarpického gynecea. Je protáhlého tvaru.

## Popis
Je to bikarpelový (vzniklý srůstem dvou plodolistů) plod štíhlého tvaru, je rozdělen na dvě podélná pouzdra nepravou blanitou přepážkou (diafragma) uchycenou v rámečku (replum), který je vytvořen ze zesílené placenty. Na rámečku jsou při obou okrajích poutkem připevněna semena.
Otevírá se ve švech (místech srůstu plodolistů) dvěma chlopněmi, převážně od báze přirostlé ke stonku směrem k vrcholu, často je ukončen zobáčkem. Chlopně se oddělují od rámečku přepážky, semena ještě nějakou chvíli zůstávají připoutána k rámečku.

## Možnost záměny
Šešule je strukturou téměř shodná se šešulkou, ale na pohled se od sebe podstatně odlišují tvarem. Šešule je nejméně 3krát delší než širší (je hodně protáhlá, válcovitá) a šešulka je naopak nejvíce 3krát delší než širší (většinou je přibližně stejně dlouhá jako široká, je kulovitého, vejčitého nebo trojúhelníkovitého tvaru).

## Výskyt
Šešule je typickým plodem čeledě brukvovitých. Příklady:
- brukev (Brassica)
- hořčice (Sinapis)
- potočnice (Nasturtium)
- trýzel (Erysimum)
- večernice (Hesperis)

## Galerie – šešule

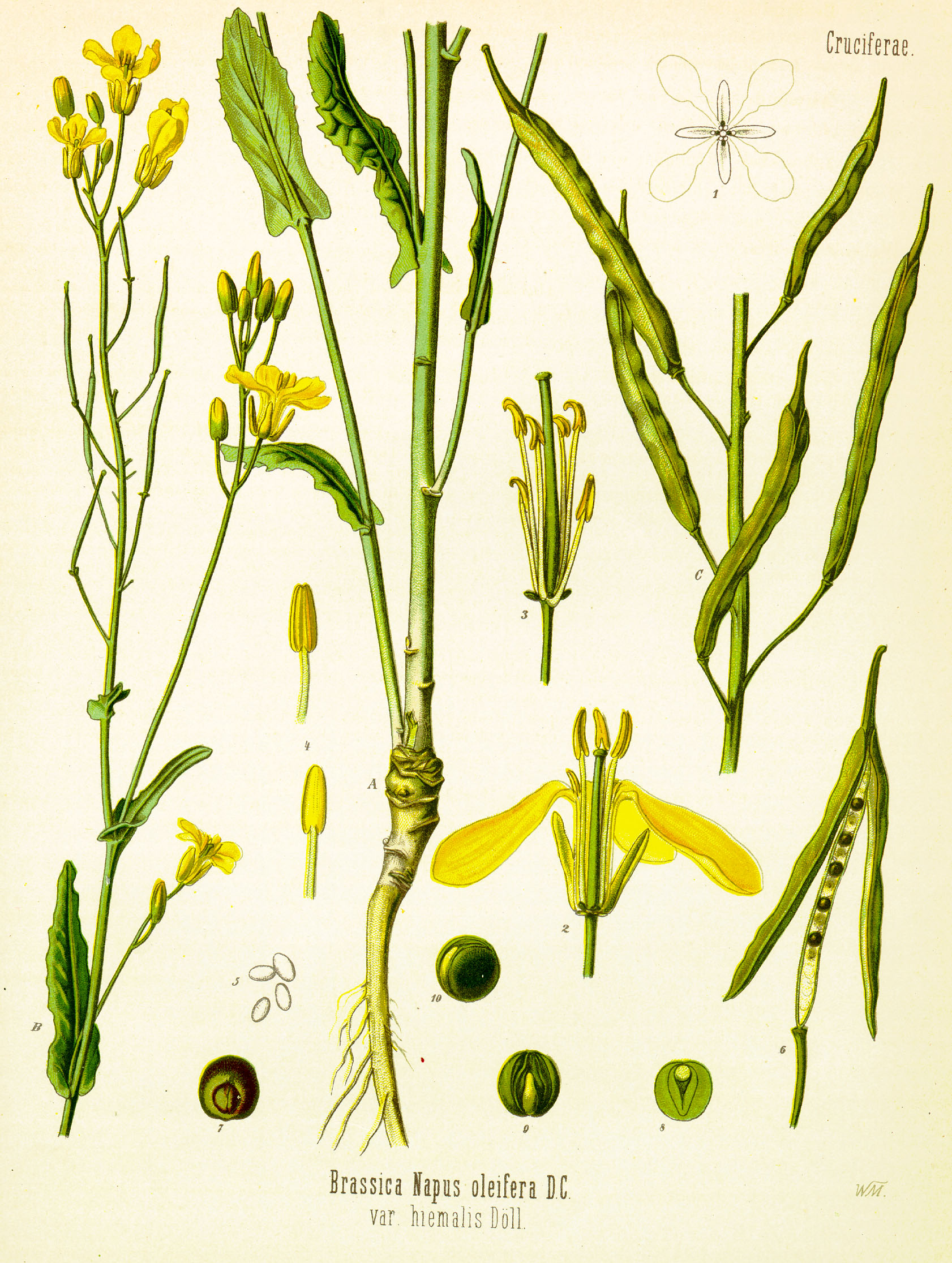
Brukev řepka (Brassica napus)
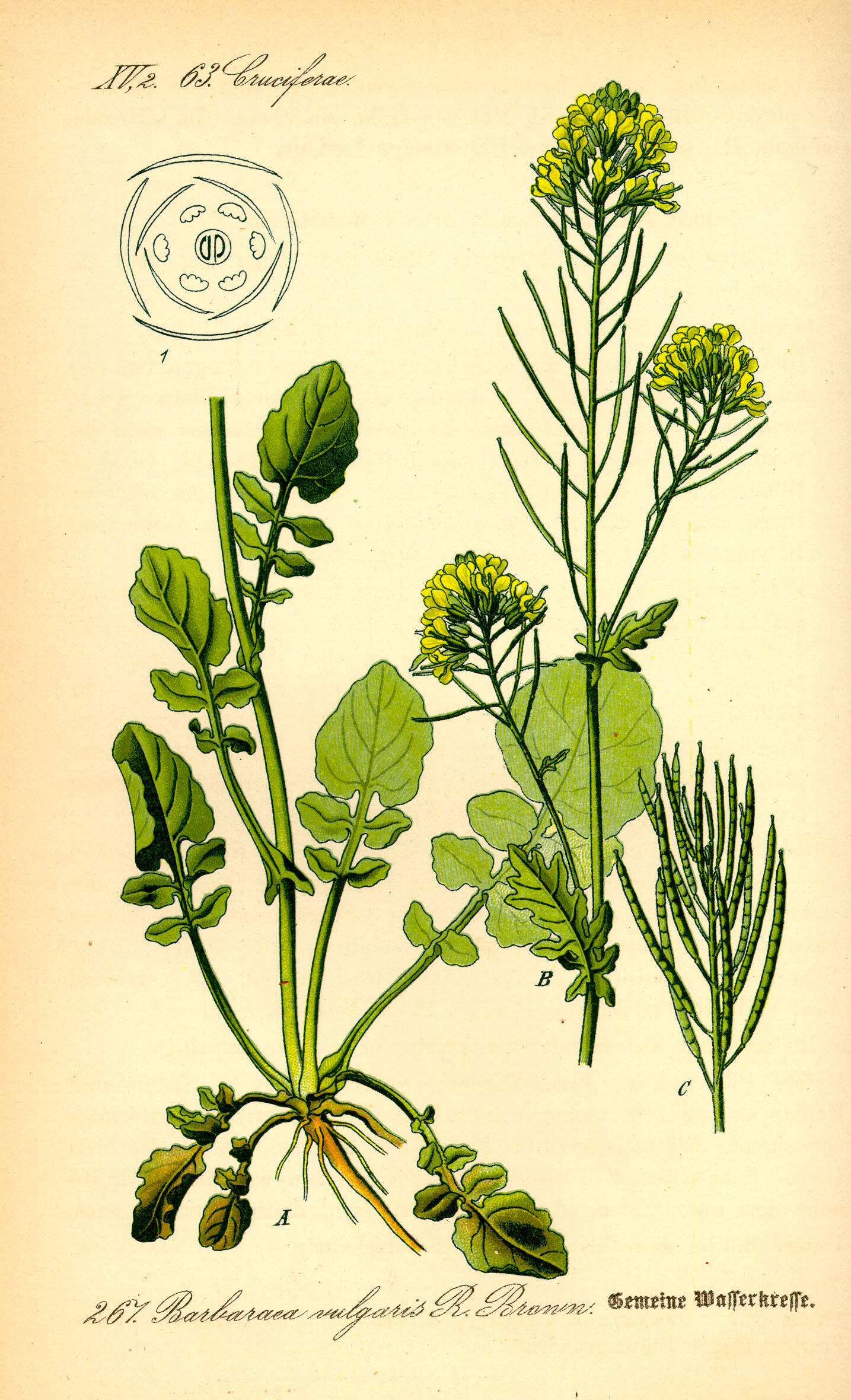
Barborka obecná (Barbarea vulgaris)
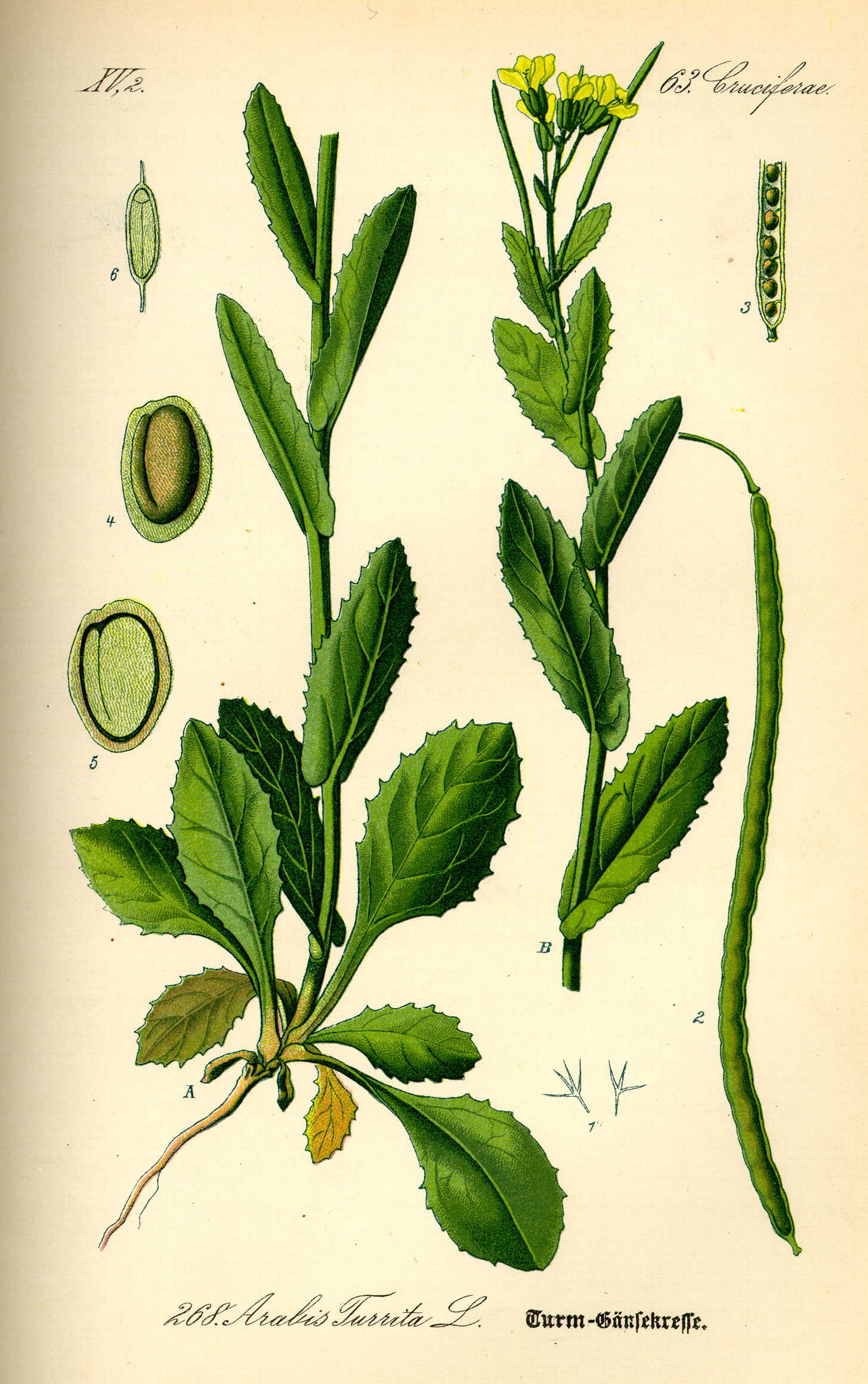
Huseník převislý (Arabis turrita)
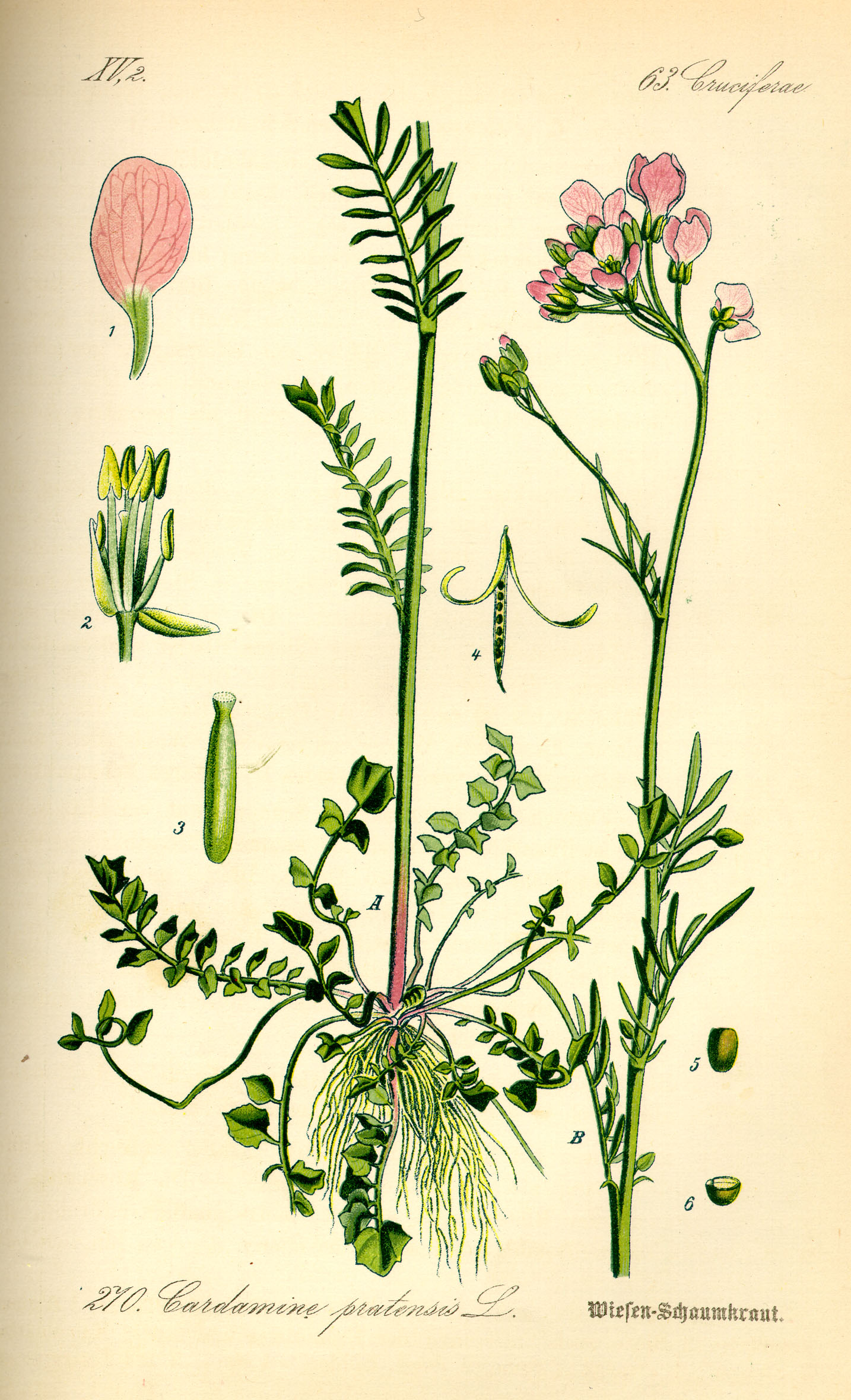
Řeřišnice luční (Cardamine pratensis)